# Saxifraga cernua
Saxifraga cernua es una especie de planta de flores perteneciente a la familia Saxifragaceae. 

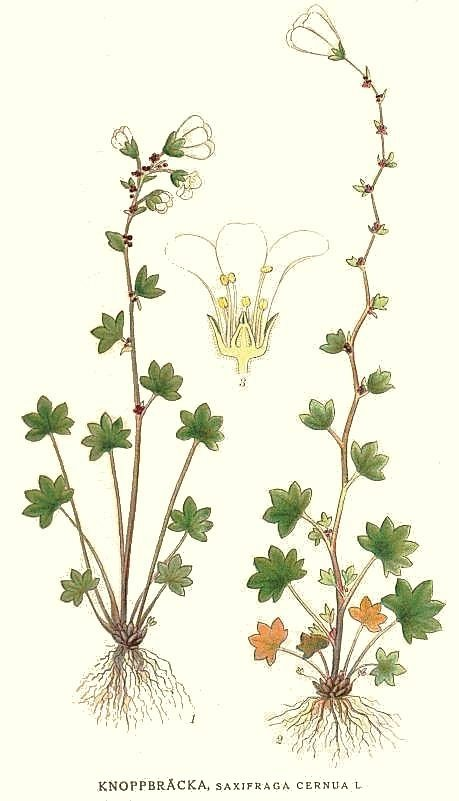
Ilustración

## Descripción
Es una planta que alcanza los  10–20 cm de altura; los tallos tienen  3–7 hojas. Las más bajas basales tienen  3–5 lóbulos y grandes peciolos. Las flores son en su mayoría solitarias, terminales con los pétalos blancos y más grandes que los sépalos.

## Distribución
Son nativas del ártico y también de las regiones montañosas     del sur de los  Alpes, Noruega, Islandia, Siberia y Alaska. 

## Taxonomía
Gentiana cernua fue descrita por Carlos Linneo y publicado en Species Plantarum 1: 229. 1753.
Etimología
Saxifraga: nombre genérico que viene del latín saxum, ("piedra") y frangere, ("romper, quebrar"). Estas plantas se llaman así por su capacidad, según los antiguos, de romper las piedras con sus fuertes raíces. Así lo afirmaba Plinio, por ejemplo.
cernua: epíteto latino que significa "con cabeza inclinada".
Variedades aceptadas
- Saxifraga cernua f. exilioides (Polunin) Scoggan
- Saxifraga cernua f. latibracteata (Fernald & Weath.) Polunin

Sinonimia
- Lobaria cernua (L.) Haw.
- Miscopetalum cernuum (L.) Gray
- Saxifraga simulata Small[3]

Híbridos
- Saxifraga x opdalensis
- Saxifraga x svalbardensis[4]